# Sigrid Sternebeck
Sigrid Sternebeck (Bad Pyrmont, Baixa Saxònia, Alemanya Occidental, 19 de juny de 1949) és una activista política alemanya, exmilitant de la segona generació del grup armat Fracció de l'Exèrcit Roig (RAF).

## Trajectòria
L'any 1968, amb dinou anys, va tenir una filla i va abandonar l'escola d'estudis secundaris amb certificat d'abandonament. L'any 1971 va realitzar un curs d'aprenentatge de fotografia, que li serviria en el futur, i es va traslladar a viure a Hamburg amb la seva filla. L'abril de 1973, després de participar en l'okupació d'una casa, situada a Ekhofstrasse 37-39, va conèixer els posteriors membres de la RAF Susanne Albrecht, Karl-Heinz Dellwo, Silke Maier-Witt, Monika Helbing i Bernhard Rössner, entre d'altres. Aquell mateix any va començar a col·laborar amb Rote Hilfe e.V., després del qüestionat judici contra el militant de la RAF Werner Hoppe, condemnat a deu anys de presó per intent d'homicidi involuntari en un intercanvi de trets durant la seva detenció. Posteriorment, durant el 1972, va deixar la seva filla i el seu xicot d'aleshores. A finals de 1973 va compartir pis amb Susanne Albrecht i Silke Maier-Witt i l'any 1977 va ingressar formalment a la Fracció de l'Exèrcit Roig.
El 1980 va fugir a la República Democràtica Alemanya i s'hi va establir amb l'ajuda de la Stasi que li va proporcionar la identitat falsa d'Ulrike Martina Eildberg. A la república socialista es va casar amb Ralf Baptist Friedrich, també membre de la RAF a l'exili. Després de la Reunificació alemanya va ser arrestada el 15 de juny de 1990, juntament amb el seu marit, a Schwedt, la localitat fronterera amb Polònia. Acusada del segrest i l'assassinat de Hanns Martin Schleyer, el seu conductor i l'escorta, així com de la temptativa d'assassinat del general estatunidenc Alexander Haig, va ser declarada culpable el 22 de juny de 1992 i condemnada a vuit anys i mig de presó. Durant el judici, va cooperar amb la policia i la fiscalia i, per tant, va rebre una pena reduïda. Després de la seva sortida de presó el 1997, va treballar de fotògrafa al nord d'Alemanya amb un altre nom.